# Salihorskaje Vadaschovisjtja
Salihorskaje Vadaschovisjtja (vitryska: Салігорскае Вадасховішча) är en reservoar i Belarus.   Den ligger i voblasten Minsks voblast, i den centrala delen av landet, 120 km söder om huvudstaden Minsk. Salihorskaje Vadaschovisjtja ligger 141 meter över havet. Arean är 12,4 kvadratkilometer. Den sträcker sig 7,1 kilometer i nord-sydlig riktning, och 8,6 kilometer i öst-västlig riktning.
Följande samhällen ligger vid Salihorskaje Vadaschovisjtja:
- Salіhorsk (101 614 invånare)